# La Trahison d'Einstein
 (mars 2017).
Si vous disposez d'ouvrages ou d'articles de référence ou si vous connaissez des sites web de qualité traitant du thème abordé ici, merci de compléter l'article en donnant les références utiles à sa vérifiabilité et en les liant à la section « Notes et références ».
La Trahison d'Einstein est une comédie dramatique d’Éric-Emmanuel Schmitt, mise en scène par Steve Suissa et représentée pour la première fois au Théâtre Rive Gauche, du 30 janvier 2014 jusqu'au 22 juin 2014, puis en tournée en France, Belgique et Suisse.

## Argument
Au bord d’un lac, dans le New Jersey, un vagabond sauve un homme qui renverse son bateau à voile. Une amitié naît. Le navigateur maladroit est Albert Einstein, le savant juif et allemand, qui s’est réfugié en Amérique et enseigne à Princeton ; le vagabond est un père brisé par le décès de son fils durant la guerre précédente.
Les deux excentriques se rencontrent pendant des décennies, de 1934 à 1955, toujours surveillés de loin par un homme étrange, qui s’avèrera être un agent du F.B.I.
Le savant et le clochard vont traverser le siècle, déchirés par des conflits intimes. Peut-on faire de la science sans faire de la politique ? ? Comment cesser d’être allemand, pour soi et pour les autres ? Comment ne pas sentir juif, même si l’on ne pratique aucune religion, quand Hitler massacre les Juifs ? Comment le pacifiste militant Einstein va-t-il se résoudre à écrire à Roosevelt pour lui demander de construire la bombe atomique ? Comment peut-on vouloir la paix et devenir responsable du Projet Manhattan, qui produira l’arme fatale ? Comment peut-on être le plus grand admirateur et explicateur du monde, et, dans le même temps, son plus grand destructeur ? La bombe qui explosera à Hiroshima n’anéantira pas seulement cette ville, mais Albert Einstein aussi.

## Contexte
Ces échanges fictifs entre Albert Einstein et un vagabond en rupture avec la société permettent d’aborder des thèmes cruciaux de notre temps : le pacifisme, le militarisme, l’O.N.U., l’identité nationale et la trahison. 

## Fiche technique
- Mise en scène : Steve Suissa
- Décor : Stéfanie Jarre
- Lumières : Jacques Rouveyrollis
- Musique : Maxime Richelme
- Costumes : Pascale Bordet
- Vidéo : Antoine Manichon
- Assistante à la mise en scène : Stéphane Froeliger

## Distribution
- Francis Huster : Einstein
- Jean-Claude Dreyfus : le vagabond
- Dan Herzberg : O'Neill

## Éditions
Édition imprimée originale
- Éric-Emmanuel Schmitt, La Trahison d'Einstein, Paris, éd. Albin Michel, 15 janvier 2014, 153 p., 144mm x 198mm (ISBN 978-2-226-25429-0 et 2-226-25429-3).

Édition imprimée au format de poche
- Éric-Emmanuel Schmitt, La Tectonique des sentiments, Kiki van Beethoven, Un homme trop facile, The Guitrys (Théâtre, Tome 4), Paris, Librairie générale française, coll. « Le Livre de poche », 21 septembre 2016, 512 p., 18 cm (ISBN 978-2-253-06895-2).